# 朱熙正
チュ・ヒジョン（英語: Joo Hee-Jung、男性：1977年2月4日 - ）は、大韓民国出身のプロバスケットボール選手。ソウルSKナイツ所属。
年代別代表として1995年世界ジュニア選手権、1997年U-22世界選手権に出場。
2008年、韓国A代表に初選出され、北京オリンピック世界最終予選で初出場。2009年アジア選手権にも出場。